# Guelfo (nome)
Guelfo  è un nome proprio di persona italiano maschile.

## Varianti
- Maschili
  - Diminutivi: Guelfino[2], Guelfuccio[1], Fuccio[1]
- Femminili: Guelfa[2][4]

## Origine e diffusione
Il nome medioevale Guelfo deriva da un antico nome germanico attestato in varie forme, quali Welf, Welp, Hwelf, Hwelp, Welfo e Guelf; il suo significato è "cucciolo", "cagnolino" (da welfen, "partorire una cucciolata"), analogo a quello dei nomi Catello, Scilla e Colin. Nel XII secolo la casata di Baviera degli Welfen si oppose agli Staufer (signori del castello di Waiblingen) nella lotta per la successione al trono imperiale: da qui i nomi delle due fazioni politiche contrapposte in Germania e in Italia, i guelfi e ghibellini. La diffusione del nome è legata sia al prestigio di alcuni principi Estensi, sia al significato assunto dal termine "guelfo" come sinonimo di fautore del Papato.
È diffuso nel centro e nord Italia, particolarmente in Toscana e in Emilia-Romagna.

## Onomastico
L'onomastico ricorre il 1º novembre, in occasione di Ognissanti, in quanto Guelfo è un nome adespota, ovvero che non è portato da alcun santo patrono.

## Persone

Guelfo Civinini

- Guelfo I di Altdorf, capostipite del casato del Guelfi
- Guelfo I di Baviera, duca di Baviera
- Guelfo II di Baviera, duca di Baviera
- Guelfo Civinini, scrittore e giornalista italiano
- Guelfo Del Prete, matematico italiano
- Guelfo della Gherardesca, nobile italiano
- Guelfo Ferrari, farmacista e dirigente sportivo italiano
- Guelfo Nalli, cornista e musicista argentino
- Guelfo Zamboni, diplomatico italiano